# Beijen
Beijen is een achternaam die in Nederland (samen met de minder gebruikelijke variant Beyen) door bijna 400 mensen wordt gedragen. In België komt de naam Beijen niet of nauwelijks voor, maar zijn er wel zo'n 250 mensen die de naam Beyen dragen.

## Vier afzonderlijke families
In Nederland zijn er vier families Beijen/Beyen. Er is geen gemeenschappelijke voorouder en het moet dus toeval zijn dat deze families dezelfde naam hebben gekregen. Op de familiewebsite Beijen/Beyen (zie de eerste bronvermelding onderaan deze pagina) worden ze aangeduid als de IJsselsteinse, de Nieuwkapelse, de Breyellse en de Hengelose familie.

## De IJsselsteinse familie
De IJsselsteinse familie is de oudste en grootste van de vier families. Er behoren in Nederland een kleine 300 mensen tot deze familie. 
De oudste bekende vermelding van een lid van de IJsselsteinse familie stamt uit het jaar 1530, uit IJsselstein bij Utrecht. Binnen deze familie worden drie takken onderscheiden, die worden aangeduid als de tak Gijsbert, de tak Jan Thomas en de tak Johan Franco.

## De Nieuwkapelse familie
De stamvader van de Nieuwkapelse familie, Remigius Beyen, was afkomstig uit Nieuwkapelle in West-Vlaanderen. Hij kwam rond 1750 als soldaat van het leger van de Republiek der Verenigde Nederlanden naar Nederland en stichtte daar een gezin. Een van zijn nakomelingen was Johan Willem Beijen/Beyen, die van 1952 tot 1956 minister van Buitenlandse Zaken was.

## De Breyellse familie
Ook de Breyellse familie heeft wortels buiten Nederland. In het dorp Breyell in het Duitse grensgebied ten oosten van Venlo woonde een familie, waarvan de naam als Beijen of Beyen werd geschreven. Een lid van deze familie, Johann Heinrich Beijen, verhuisde in 1887 met zijn gezin naar Nederland. Zijn nakomelingen bleven daar wonen. De meeste leden van deze familie wonen in Nijmegen en omgeving.

## De Hengelose familie
In de achttiende en de negentiende eeuw woonde in de omgeving van Hengelo (Overijssel) een familie waarvan de naam eerst als Bien en later als Bijen werd geschreven. Rond 1870 veranderde bij twee broers uit deze familie de achternaam in Beijen, waarschijnlijk door slordigheid van ambtenaren van de burgerlijke stand. Hun nakomelingen bleven de naam Beijen dragen.

## De oorsprong van de naam Beijen/Beyen
Het is niet zeker waar de naam Beijen (of Beyen) vandaan komt. De meeste deskundigen (Meertens Instituut, Van der Plank, Debrabandere) gaan ervan uit dat het oorspronkelijk een patroniem was, afgeleid van de in onbruik geraakte voornaam Beije, Beye of Beijen die vroeger vaak voorkwam in het westen van Nederland.
Deze verklaring hoeft niet te gelden voor de Breyellse en de Hengelose familie die afkomstig zijn uit meer oostelijk gelegen streken.

## Bekende mensen met de naam Beijen
Uit de IJsselsteinse familie:
- Johan Franco Beijen I (1706-1752, schepen van IJsselstein, beschermer van de hernhutters)
- Johan Franco Beijen II (1738-1789, burgemeester van IJsselstein)
- Johan Franco Beijen III (1773-1842, arts en burgemeester van IJsselstein)
- Hendrik Johan Rudolph Beijen (1817-1892, militair, minister van Oorlog, lid van de Raad van State)
- Jilles Beijen (1879-1954, bestuurder van talloze organisaties in Bodegraven en omgeving)
- Pieter Martinus Beijen (1901-1977, veelzijdig sportbestuurder)

Uit de Nieuwkapelse familie (de hieronder genoemden heetten volgens hun geboorteakten alle drie officieel Beijen):
- Johan Willem Beyen (1897-1976, bankier, minister van Buitenlandse Zaken)
- Hendrik Gerard Beyen (1901-1965, archeoloog en kenner van de antieke wandschilderkunst)
- Karel Herman Beyen (1923-2002, bankier, staatssecretaris van Economische Zaken)